# Belvosia williamsi
Belvosia williamsi là một loài ruồi trong họ Tachinidae.